# Brome Lake
Pronunciação
Brome Lake é uma cidade localizada na província de Quebec no Canadá.